# Allan Carlsson (spelman)
Tord Allan Sören Carlsson, född 7 juli 1914 i Sorsele församling, Västerbottens län, död 5 augusti 1999 i Sorsele församling, Västerbottens län, var en svensk folkmusiker.

## Diskografi
- 1982 – Spelmanslåtar Från Västerbotten.

## Utmärkelser
- 1957 – Zornmärket i silver, "För gott spel och präktiga låtar."[4]
- 1983 – Zornmärket i guld, "För mästerligt och traditionsrikt spel på fiol av låtar från Västerbotten och en mycket värdefull ledargärning i folkmusikens tjänst"